# 271
| [ Edytuj tabelę ] |                    |
| Król Aksum        | - 270 Endubis 300  |
| Cesarz Chin       | - 265 Sima Yan 290 |
| Władca Korei      | - 270 Sŏch’ŏn 292  |
| Papież            | - 269 Feliks I 274 |
| Król Persji       | - 241 Szapur I 272 |
| Cesarz Rzymu      | - 270 Aurelian 275 |

Rok 271 / CCLXXI
stulecia: II wiek ~
III wiek ~
IV wiek

lata: 261 «
266 «
267 «
268 «
269 «
270 «
271
» 272
» 273
» 274
» 275
» 276
» 281

## Wydarzenia
- Azja
  - Zenobia proklamowała niepodległość Palmyry i ogłosiła się cesarzową
- Europa
  - Aurelian podjął działania zbrojne przeciwko wojskom Zenobii
  - cesarz Aurelian rozbił pod Pawią wojska germańskie
  - Aurelian podjął decyzję o ewakuacji prowincji rzymskiej Dacji